# Ixpalino
Ixpalino se ubica en la región Noroeste del municipio de San Ignacio, en el estado de Sinaloa, México. El poblado se asienta muy cerca del río Piaxtla, en su margen derecha.
Se encuentra comunicado por la carretera federal Mazatlán-Culiacán, a 4,5 km del "km 80+000" de la misma, a la derecha con dirección sur-norte. 
Su localización geográfica es 23°55′23.8″ de longitud oeste del meridiano de Greenwich y 106°37′07.5″ de latitud norte, a una altitud de 56 m s. n. m.

## Clima
El clima en Ixpalino es tropical lluvioso, con una temporada de sequía marcada de octubre a junio, con breves lluvias en diciembre. Condición que le otorga el carácter de clima de sabana o llanura norteamericana.

### Temperatura
La estadística climática se encuentra documentada a partir de abril de 1952, fecha de instalación de la Estación Climatológica e Hidrométrica ubicada a 3 km río arriba del pueblo de Ixpalino, aportando los siguientes datos:
- - Temperatura Media Anual 24,9 °C
  - Temperatura Mínima 2 °C
  - Temperatura Máxima 49,5 °C

### Lluvias
- - Precipitación Media Anual 863 mm
  - Precipitación Máxima 1.292,5 mm
  - Precipitación Mínima 692 mm
  - Precipitación Total Anual 860,1 mm

## Historia
La más antigua referencia histórica al pueblo de Ixpalino, es de Nuño Beltrán de Guzmán en el año de 1530. En la época prehispánica la región fue habitada por grupos indígenas derivados de las siguientes etnias: Hako, Náhuatl y Azteca.
Distribución en el territorio sinaloense:
- - I.Cáhitas.- Municipio de Ahome, El Fuerte, Guasave, Sinaloa, y Choix.
  - II.Tahues.- Municipio de Culiacán, Mocorito, parte de Badiraguato, Zona Costera de Elota y San Ignacio, hasta la margen Norte del Río Piaxtla.
  - III.Totorames.- Margen Sur del Río Piaxtla, hasta el Río de Las Cañas.
  - IV.Acaxees Y Xiximes.- Región serrana desde el Municipio de Sinaloa, hasta Escuinapa.
  - V.Pacaxes.- Tierras altas de Culiacán (Cuenca de Humaya y Badiraguato).
  - VI.Achires, Guasave O Tamazula.- Costa de Culiacán y Guasave.

Los pueblos fundados durante el paso del grupo náhuatl (cuyo significado se indica) en la región del Noroeste, es como sigue:
| Pueblo             | Significado                |
| ------------------ | -------------------------- |
| Colhuacán          | Cerro torcido              |
| Tlaxichco          | Flechas que cruzan el aire |
| Tonatiuhyhuetziyan | Montaña donde el sol cae   |
| Xayacatlán         | Lugar de cara              |
| Piaztlán           | Lugar de acocotes o bules  |
| Colotlán           | Lugar de escorpiones       |
| Colihpán           | Muro torcido               |
| Quetzállan         | Plumas de Quetzal          |
| Chiamétlán         | Maguey o arbustos de chía  |
| Aztlán             | Lugar de garzas            |

## Comisarías
El Cajón de Piaxtla, Camino Real, Acatitán, Agua Caliente y el Guamúchil.

## Personajes Ilustres
- César Millán (entrenador de perros y conductor de televisión)
- Renato Arriola Aguilar (ingeniero civil) (28 de marzo de 1938 - 31 de octubre de 2014)

## Eventos y festividades típicas de Ixpalino
- San Juan Bautista
- Santa Rosa
- La Minita "La Estrella de la Salatilla"